# Si Jiahui
Si Jiahui (en chino: 斯佳辉; Shaoxing, 11 de julio de 2002) es un jugador de snooker chino.

## Biografía
Nació en China en 2002. Es jugador profesional de snooker desde 2019. No se ha proclamado campeón de ningún torneo de ranking, y su mayor logro hasta la fecha fue alcanzar las semifinales del Campeonato Mundial de Snooker de 2023, en las que cayó derrotado (15-17) ante Luca Brecel.El 11 de octubre de 2024 logró la tocada máxima contra Judd Trump en el Abierto de Wuhan 2024, siendo la persona número 36 en lograrlo. 